# Gneo Papirio Eliano Emilio Tuscillo
Gneo Papirio Eliano Emilio Tuscillo (latino: Gnaeus Papirius Aelianus Aemilius Tuscillus; 100 circa – post 147) è stato un politico e militare romano, membro dell'ordine senatorio di origine ispanica, che sviluppò il suo cursus honorum nel corso del II secolo, servendo sotto gli imperatori Adriano e Antonino Pio, raggiungendo il consolato nel 135.

## Biografia
Gneo Papirio Eliano, nato intorno al 100 nel municipio di Florentia Iliberris (Granada, Spagna) nell'ormai romanizzata provincia romana della Hispania Baetica. La sua famiglia apparteneva alla gens Papiria, una delle più importanti del municipio, che era collegata alla omonima gens della Roma repubblicana. Apparteneva all'ordine senatorio e faceva parte di quel gruppo di senatori ispanici che erano diventati il gruppo di potere più influente della politica romana durante la dinastia dei Flavi, e il cui risultato della loro influenza fu l'elevazione alla porpora imperiale dell'imperatore Traiano.
Trascorse la sua infanzia a Roma, avviando il suo cursus honorum come vigintivir, in seguito ricoprì la carica militare di tribuno laticlavio in una legione romana tra il 120 e il 122, anche se ignora dove nello specifico. Un'iscrizione da Illiberris indica quali furono poi le cariche ricoperte una volta divenuto senatore. Divenne questore nella provincia senatoria d'Acaia nel 124, in seguito divenne tribuno della plebe nel 126 e poi pretore nel 128, permettendogli ora di poter accedere ad una provincia imperiale con legioni.
Tra il 129 e il 131, venne nominato legatus legionis della XIV Gemina Martia Victrix, una delle più prestigiose legioni dell'esercito romano, con sede a Carnuntum (Petronell, Austria) nella provincia della Pannonia superiore. Terminato questo mandato, Adriano lo promosse a governatore della provincia della Dacia superiore tra il 132 e il 134/135, come indica un'iscrizione trovata presso l'acquedotto romano posto nella Colonia Ulpia Traiana Augusta Dacica Sarmizegetusa del 134.
Come ricompensa per i suoi servizi, Adriano lo scelse come consul suffectus per la fine del 135, come evidenziato da quattro diplomi militari e un'iscrizione onoraria del Municipium di Vettona (Bettona, Italia) che ne celebra il consolato.
Il successivo incarico che ottenne, considerata l'esperienza dimostrata nella pacificazione di una provincia come la Dacia, fu di essere nominato governatore della Britannia dal nuovo imperatore Antonino Pio tra il 145 e il 147, come indicato da un diploma militare del 145/146 e un altro di datazione incerta. Poco si conosce del suo mandato, che sembra sia stato relativamente tranquillo, come il suo predecessore, Quinto Lollio Urbico, tanto da poter inviare in Africa alcuni contingenti militari (145 - 147) senza dover sguarnire eccessivamente il vallo di Antonino a nord della provincia. Non ci è nota la località e la data di morte di Gneo Papirio Eliano Emilio Tuscillo.